# Unione Sportiva Livorno 1929-1930
Questa voce raccoglie le informazioni riguardanti l'Unione Sportiva Livorno nelle competizioni ufficiali della stagione 1929-1930.

## Stagione
Nella stagione 1929-1930 il Livorno disputò il primo campionato di Serie A. A tenerli a battesimo l'Ambrosiana di Giuseppe Meazza ed è proprio il popolarissimo "Pepin" che risolve la partita al quarto d'ora della ripresa.
Si continua con il tecnico ungherese Vilmos Rady, dopo la positiva esperienza della stagione scorsa. Anche nel nuovo campionato il protagonista con 15 reti è Mario Magnozzi, ben spalleggiato da Mario Palandri con 13 centri, e da un nuovo acquisto, l'ex pisano Nicola Corsetti che da un notevole apporto con 10 reti. La salvezza arriva alla terz'ultima partita di campionato battendo la Lazio di Foni, Cevenini III e Sbrana.
La stagione del Livorno ha vissuto anche momenti difficili, dopo la gara interna persa contro il Bologna, vi sono stati incidenti provocati dal pubblico di casa, contro alcune decisioni dell'arbitro. È stata inflitta una giornata di squalifica al Campo di Villa Chayes, obbligando gli amaranto a emigrare a Viareggio in occasione della partita con la Roma.

## Divise
Maglia amaranto con bordi bianco-verde nel collo a V
| Prima divisa |

## Organigramma societario
Area direttiva
- Presidente: Augusto Salvini

Area tecnica
- Allenatore: Vilmos Rady

## Rosa
| N. |                   | Ruolo | Calciatore              |
| -- | ----------------- | ----- | ----------------------- |
|    | Italia (bandiera) | P     | Vittorio Falcinelli     |
|    | Italia (bandiera) | P     | Paolo Lami              |
|    | Italia (bandiera) | D     | Gino Corsini            |
|    | Italia (bandiera) | D     | Gastone Innocenti (III) |
|    | Italia (bandiera) | D     | Mario Mannucci          |
|    | Italia (bandiera) | D     | Plinio Paolini          |
|    | Italia (bandiera) | C     | Ferrero Alberti (I)     |
|    | Italia (bandiera) | C     | Mario Baldi             |
|    | Italia (bandiera) | C     | Alessandro Cucciolini   |

| N. |                   | Ruolo | Calciatore                |
| -- | ----------------- | ----- | ------------------------- |
|    | Italia (bandiera) | C     | Cesare Del Torto          |
|    | Italia (bandiera) | C     | Bruno Giraldi             |
|    | Italia (bandiera) | C     | Angelo Strata             |
|    | Italia (bandiera) | A     | Italo Breviglieri         |
|    | Italia (bandiera) | A     | Nicola Corsetti           |
|    | Italia (bandiera) | A     | Mario Magnozzi (Capitano) |
|    | Italia (bandiera) | A     | Mario Palandri            |
|    | Italia (bandiera) | A     | Paolo Silvestri           |
|    | Italia (bandiera) | A     | Ettore Zini               |

## Risultati

### Serie A

#### Girone di andata
| Arbitro: | Turbiani (Ferrara) |

|              |           |                       |
| Palandri 60’ | Marcatori | 6’ Meazza 31’ Rivolta |

| Arbitro: | Dani (Genova) |

|               |           |                                                   |
| Silvestri 79’ | Marcatori | 21’ Varglien 64’ Orsi 67’, 80’ Zanni 77’ Munerati |

| Arbitro: | Mastellari (Bologna) |

|                                  |           |  |
| Rossetti 20’, 47’ Baloncieri 73’ | Marcatori |  |

| Arbitro: | Asei (Vercelli) |

|                                  |           |                            |
| Corsetti 30’ Magnozzi 61’ (rig.) | Marcatori | 10’ Mazzoni 23’ Scaramelli |

| Arbitro: | Caironi (Milano) |

|               |           |              |
| Sallustro 29’ | Marcatori | 63’ Magnozzi |

| Arbitro: | Galassi (Torino) |

|                     |           |             |
| Gamba 14’, 35’, 84’ | Marcatori | 19’ Alberti |

| Arbitro: | Turbiani (Ferrara) |

|                                            |           |                  |
| Corsetti 27’ Alberti 29’, 51’ Magnozzi 60’ | Marcatori | 45’ Santagostino |

| Arbitro: | Mattea (Torino) |

|                                                       |           |  |
| Rossi 38’ Leone 59’ Reguzzoni 63’ Vigna 70’ Giani 83’ | Marcatori |  |

| Arbitro: | Scarpi (Dolo) |

|  |           |                         |
|  | Marcatori | 17’ Busini 76’ Schiavio |

| Arbitro: | Lenti (Genova) |

|                                    |           |  |
| Castellani 23’ De Manzano 25’, 79’ | Marcatori |  |

| Arbitro: | Lenti (Genova) |

|          |           |  |
| Zini 13’ | Marcatori |  |

| Arbitro: | Ferro (Milano) |

|            |           |                           |
| Agosti 44’ | Marcatori | 48’ Palandri 57’ Magnozzi |

| Arbitro: | A.Gama (Milano) |

|                                                           |           |                      |
| Casalino 17’ A.Bajardi 52’ Santagostino 54’ L.Bajardi 75’ | Marcatori | 39’ (aut.) Scansetti |

| Arbitro: | Pessato (Monfalcone) |

|                   |           |            |
| Magnozzi 65’, 79’ | Marcatori | 8’ Ferrari |

| Arbitro: | U.Gama (Milano) |

|                                |           |              |
| Pastore 30’ Malatesta 61’, 79’ | Marcatori | 89’ Magnozzi |

| Arbitro: | Gonani (Ravenna) |

|                        |           |              |
| Palandri 26’, 44’, 83’ | Marcatori | 22’ Banchero |

| Arbitro: | Lenti (Genova) |

|                          |           |  |
| Giuliani 6’ Prosperi 60’ | Marcatori |  |

#### Girone di ritorno
| Arbitro: | Dani (Genova) |

|                                                                     |           |                            |
| Blasevich 15’, 70’ Meazza 24’, 42’ Serantoni 75’ Rivolta 79’ (rig.) | Marcatori | 19’ Silvestri 40’ Palandri |

| Arbitro: | Sani (Ferrara) |

|                                         |           |              |
| Orsi 32’, 63’ Varglien 55’ Munerati 57’ | Marcatori | 33’ Palandri |

| Arbitro: | Turbiani (Ferrara) |

|              |           |  |
| Corsetti 25’ | Marcatori |  |

| Arbitro: | Sassi (Roma) |

|                                                                     |           |  |
| Carnevali 30’, 38’ De Pietri 47’ Piccaluga 52’ Mazzoni 79’ Aimi 89’ | Marcatori |  |

| Arbitro: | Mattea (Torino) |

|                                       |           |  |
| Corsetti 17’ Alberti 26’ Magnozzi 54’ | Marcatori |  |

| Arbitro: | Galassi (Torino) |

|                                         |           |                             |
| Magnozzi 11’ Palandri 32’, 40’ Zini 73’ | Marcatori | 16’, 41’ Vecchina 86’ Lamon |

| Arbitro: | Mastellari (Bologna) |

|                     |           |                          |
| Moroni 4’ Rossi 15’ | Marcatori | 6’ Palandri 29’ Magnozzi |

| Arbitro: | Pessato (Monfalcone) |

|                          |           |             |
| Paolini 40’ Palandri 50’ | Marcatori | 87’ Colombo |

| Arbitro: | Giorgi (Milano) |

|                                                    |           |              |
| Pitto 33’, 74’ Maini 50’, 75’, 86’ Della Valle 56’ | Marcatori | 23’ Corsetti |

| Arbitro: | Mattea (Torino) |

|                           |           |  |
| Corsetti 24’ Magnozzi 84’ | Marcatori |  |

| Arbitro: | Dani (Genova) |

|                           |           |  |
| Eusebio 66’ Fasanelli 88’ | Marcatori |  |

| Arbitro: | Guarnieri (Milano) |

|               |           |               |
| Silvestri 20’ | Marcatori | 52’ Subinaghi |

| Arbitro: | Mazzarini (Roma) |

|              |           |               |
| Magnozzi 48’ | Marcatori | 84’ Seccatore |

| Arbitro: | Lenti (Genova) |

|                                         |           |                           |
| Cattaneo 6’ Marchina 25’ Scagliotti 52’ | Marcatori | 74’ Magnozzi 79’ Corsetti |

| Arbitro: | Caironi (Milano) |

|                                             |           |  |
| Palandri 16’, 72’ Magnozzi 44’ Corsetti 90’ | Marcatori |  |

| Arbitro: | Gonani (Ravenna) |

|                           |           |  |
| Levratto 41’ Banchero 59’ | Marcatori |  |

| Arbitro: | U.Gama (Milano) |

|                                                         |           |                                            |
| Corsetti 7’, 30’ Magnozzi 23’ Giraldi 54’ Silvestri 88’ | Marcatori | 46’ Moretti 63’ (aut.) Corsini 72’ Gadaldi |

## Statistiche

### Statistiche di squadra
| Competizione | Punti | In casa | In casa | In casa | In casa | In casa | In casa | In trasferta | In trasferta | In trasferta | In trasferta | In trasferta | In trasferta | Totale | Totale | Totale | Totale | Totale | Totale | DR  |
| Competizione | Punti | G       | V       | N       | P       | Gf      | Gs      | G            | V            | N            | P            | Gf           | Gs           | G      | V      | N      | P      | Gf     | Gs     | DR  |
| ------------ | ----- | ------- | ------- | ------- | ------- | ------- | ------- | ------------ | ------------ | ------------ | ------------ | ------------ | ------------ | ------ | ------ | ------ | ------ | ------ | ------ | --- |
| Serie A      | 29    | 17      | 11      | 3       | 3       | 37      | 23      | 17           | 1            | 2            | 14           | 14           | 56           | 34     | 12     | 5      | 17     | 51     | 79     | -28 |

### Statistiche dei giocatori[3]
| Giocatore          | Serie A  | Serie A |
| Giocatore          | Presenze | Reti    |
| ------------------ | -------- | ------- |
| F. Alberti (I)     | 17       | 4       |
| M. Baldi           | 31       | 0       |
| I. Breviglieri     | 20       | 0       |
| N. Corsetti        | 28       | 10      |
| G. Corsini         | 28       | 0       |
| A. Cucciolini      | 22       | 0       |
| C. Del Torto       | 16       | 0       |
| V. Falcinelli      | 2        | -8      |
| B. Giraldi         | 24       | 1       |
| G. Innocenti (III) | 23       | 0       |
| P. Lami            | 32       | -71     |
| M. Magnozzi        | 34       | 15      |
| M. Mannucci        | 1        | 0       |
| M. Palandri        | 24       | 13      |
| P. Paolini         | 21       | 1       |
| P. Silvestri       | 34       | 4       |
| P. Strata          | 2        | 0       |
| E. Zini            | 15       | 2       |